# Angor de Prinzmetal
 Mise en garde médicale
L'angor de Prinzmetal  est un syndrome coronarien aigu qui correspond au spasme d'une artère coronaire (le plus souvent une artère coronaire de gros calibre). Il apparaît souvent en cycle au repos. Il touche plus volontiers les femmes jeunes, avec pas ou peu de facteurs de risque cardiovasculaire. On peut parfois retrouver des facteurs déclenchant comme le tabac.

## Historique
Myron Prinzmetal a décrit cet angor en 1959. Le premier spasme coronarien est objectivé chez l'animal dès 1962 et chez l'homme en 1973. Cependant, il avait déjà été décrit deux fois dans les années 1930 par d'autres auteurs,.

## Physiopathologie
Le mécanisme est jusqu'ici inconnu. Il y a trois hypothèses pertinentes :
- contractilité accrue du muscle lisse vasculaire coronaire en raison d'une biodisponibilité réduite de l'oxyde nitrique, vasodilatatrice, causée par un défaut dans l'oxyde nitrique synthase endothéliale ;

- le Thromboxane A2 qui est un vasoconstricteur libérée par les plaquettes pour aider à la formation de caillots, pourrait également jouer un rôle dans l'angor de Prinzmetal. La lipoprotéine interfère avec la fibrinolyse en compétition avec le plasminogène. L'altération de la fibrinolyse déclenche la formation d'un thrombus, ce qui se traduit également par un vasospasme coronaire dans l'angine de Prinzmetal ;

- augmentation du nombre de récepteurs alpha-adrénergique actif sur les artères coronaires épicardiques conduisant au vasospasme coronarien.

## Épidémiologie
Il s'agit d'un type rare d'angine de poitrine, correspondant à moins de 2 % de ces dernières. Il est beaucoup plus fréquent chez les japonais.

## Causes
Elles ne sont pas clairement établies. Le spasme résulterait d'une interaction d'un facteur déclenchant sur une artère susceptible. Différentes hypothèses sont évoquées : dysfonction endothéliale, hyper-réactivité des cellules musculaires vasculaires, carence en magnésium...
Le tabagisme semble être un facteur de risque majeur mais la raison n'en est pas claire. De même, la prise de cocaïne, d'alcool, ainsi que de certains médicaments, comme le 5 fluoro-uracile, un anticancéreux, ou le sumatriptan, un antimigraineux, peut favoriser la survenue d'un spasme.

## Clinique
L'angor se présente comme une douleur thoracique rétrosternale, prolongée (mais inférieure à 15 min). Son apparition au repos (avec une prédominance nocturne), est évocatrice d'une origine spastique.

## Électrocardiogramme
L'électrocardiogramme pendant la crise montre un sus-décalage du segment ST transitoire qui régresse puis disparaît spontanément ou à la prise de trinitrine (Natispray par exemple).

## Diagnostic
La coronarographie permet d'éliminer une occlusion coronarienne qui pourrait être à l'origine de la crise d'angor et d'éliminer une sténose coronarienne significative qui contre-indique le test au méthergin. Le spasme peut cependant survenir sur une sténose coronarienne. Il est alors diagnostiqué soit parce qu'il survient durant l'examen (visualisation de l'artère sans spasme et spasmée), soit après injection d'un vasodilatateur dans une artère apparemment rétrécie, avec amélioration nette de ce rétrécissement.
Le test au méthergin réalisé lors d'une coronarographie consiste en l'injection intraveineuse d'un dérivé de l'ergonovine ce qui va entrainer un spasme coronaire chez la personne susceptible et reproduire la douleur et les signes ECG. Cela signe la positivité du test et confirme le diagnostic. Le test est réalisé pendant la coronarographie ce qui permet de visualiser le spasme coronaire et de traiter ce dernier par l'injection de substance intra-coronaires vasodilatatrice (nitrés ou molsidomine) en cas de spasme prolongé. D'autres substances peuvent être employés à titre diagnostic, comme l'acétylcholine.

## Complications potentielles
Le spasme peut s'accompagner de troubles du rythme ventriculaire ou de bloc atrio-ventriculaire se manifestant par une syncope, voire par une mort subite.
Un spasme particulièrement prolongé peut se traduire par un infarctus du myocarde.

## Traitement
Il est à base de coronaro-dilatateurs tels que les inhibiteurs calciques ou les dérivés nitrés.
Les bêta-bloquants sont contre-indiqués dans l'angor de Prinzmetal, car pouvant faciliter un spasme. De même l'arrêt d'un tabagisme est impératif.